# Шейди-Хилс (Флорида)
Шейди-Хилс (англ. Shady Hills) — статистически обособленная местность, расположенная в округе Паско (штат Флорида, США) с населением в 7798 человек по статистическим данным переписи 2000 года.

## География
По данным Бюро переписи населения США статистически обособленная местность Шейди-Хилс имеет общую площадь в 70,97 квадратных километров, из которых 67,86 кв. километров занимает земля и 3,11 кв. километров — вода. Площадь водных ресурсов округа составляет 4,38 % от всей его площади.
Статистически обособленная местность Шейди-Хилс расположена на высоте 16 м над уровнем моря.

## Демография
По данным переписи населения 2000 года в Шейди-Хилс проживало 7798 человек, 2144 семьи, насчитывалось 2811 домашних хозяйств и 3060 жилых домов. Средняя плотность населения составляла около 109,88 человек на один квадратный километр. Расовый состав населённого пункта распределился следующим образом: 96,83 % белых, 0,56 % — чёрных или афроамериканцев, 0,62 % — коренных американцев, 0,18 % — азиатов, 0,01 % — выходцев с тихоокеанских островов, 1,18 % — представителей смешанных рас, 0,62 % — других народностей. Испаноговорящие составили 3,90 % от всех жителей статистически обособленной местности.
Из 2811 домашних хозяйств в 34,4 % воспитывали детей в возрасте до 18 лет, 60,6 % представляли собой совместно проживающие супружеские пары, в 10,1 % семей женщины проживали без мужей, 23,7 % не имели семей. 17,6 % от общего числа семей на момент переписи жили самостоятельно, при этом 6,8 % составили одинокие пожилые люди в возрасте 65 лет и старше. Средний размер домашнего хозяйства составил 2,77 человек, а средний размер семьи — 3,10 человек.
Население статистически обособленной местности по возрастному диапазону по данным переписи 2000 года распределилось следующим образом: 26,8 % — жители младше 18 лет, 7,1 % — между 18 и 24 годами, 27,8 % — от 25 до 44 лет, 26,7 % — от 45 до 64 лет и 11,6 % — в возрасте 65 лет и старше. Средний возраст жителей составил 38 лет. На каждые 100 женщин в Шейди-Хилс приходилось 97,6 мужчин, при этом на каждые сто женщин 18 лет и старше приходилось 96,8 мужчин также старше 18 лет.
Средний доход на одно домашнее хозяйство статистически обособленной местности составил 34 564 доллара США, а средний доход на одну семью — 40 090 долларов. При этом мужчины имели средний доход в 26 805 долларов США в год против 23 657 долларов среднегодового дохода у женщин. Доход на душу населения статистически обособленной местности составил 34 564 доллара в год. 10,8 % от всего числа семей в населённом пункте и 13,6 % от всей численности населения находилось на момент переписи населения за чертой бедности, при этом 18,0 % из них были моложе 18 лет и 16,3 % — в возрасте 65 лет и старше.